# Nationaal park Meerkat
Het nationaal park Meerkat is een nationaal park in de Zuid-Afrikaanse provincie Noord-Kaap. Het is de locatie van meerdere telescopen, waaronder de Square Kilometre Array, MeerKAT, PAPER en HERA. Bezoekers krijgen alleen toegang tot het nationaal park op een aantal geselecteerde dagen in het jaar. 

## Geschiedenis
De National Research Foundation kocht landbouwgrond in privébezit, verwijderde vee uit het gebied en plaatste het onder de bescherming van SANParks. In 2020 werd dit park uitgeroepen in samenwerking met de National Research Foundation en het Square Kilometre Array project. Het voegde 3,4% toe aan de nationale parken van Zuid-Afrika.

## Doelstellingen
Naast het huisvesten van de Square Kilometre Array en andere astronomische onderzoeksprojecten, zal het South African Environmental Observation Network van de National Research Foundation grootschalig beheer en milieuonderzoek op lange termijn van het gebied bestuderen, evenals de invloed van klimaatverandering op het lokale ecosysteem.
Een van de doelstellingen bij het creëren van het park was om het beschermingsbereik van drie onbeschermde ecoregio's, waaronder de Nama-Karoo ecoregio, te vergroten van 1,5% naar 2%; en daarmee de kwetsbare kokerboombossen en andere bedreigde soorten in de regio te behouden.

## Regelgeving
Om de levensvatbaarheid van de Karoo-locatie voor het Square Kilometre Array-project en andere radioastronomie-instrumenten op lange termijn te garanderen, nam het parlement van Zuid-Afrika de Astronomy Geographic Advantage Act, 2007 aan. Deze wet geeft de minister van Wetenschap en Technologie de bevoegdheid om gebieden die van strategisch nationaal belang zijn voor de astronomie en aanverwante wetenschappelijke inspanningen te beschermen door middel van regelgeving.

## Ecologie
Na het uitroepen van het park werden er een aantal stappen ondernomen om het land te rehabiliteren, waaronder het verwijderen van vee, hekken en bosjes uitheemse mesquiete, waardoor het aantal wilde dieren toenam. Het park heeft een gezonde populatie van kokerbomen.

### Vegetatietypen
Het park bestaat uit vijf vegetatietypen, namelijk Bushmanland Basin Shrubland, een zone van het watertype Bushmanland Vloere, Northern Upper Karoo, Upper Karoo Hardeveld en Western Upper Karoo-vegetatie.
Er zijn 223 plantensoorten gedocumenteerd in het park.

## Fauna
In het park komen vele verschillende soorten dieren voor, waaronder 215-264 vogelsoorten (waarvan twee endemisch voor het park), en 29 zoogdiersoorten. Hieronder volgt een selectie van diersoorten die in het nationaal park Meerkat voorkomen:

### Zoogdieren
- Aardvarken
- Aardwolf
- Caracal
- Gewoon stekelvarken
- Kaapse klipdas
- Miniopterus natalensis
- Springbok
- Steenbokantilope
- Zadeljakhals

### Vogels
- Kaapse plevier
- Kopjeszanger
- Koritrap
- Lannervalk
- Ludwigs trap
- Namaqualeeuwerik
- Rode leeuwerik
- Secretarisvogel
- Vechtarend
- Zwarte arend
- Zwarte kiekendief
- Zwartkintrap

### Reptielen
- Knobbellandschildpad

### Amfibieën
- Cacosternum boettgeri
- Tomopterna cryptotis
- Vandijkophrynus gariepensis

### Ongewervelden
- Honingbij
- Messor capensis

## Galerij

Installatie van de telescopen
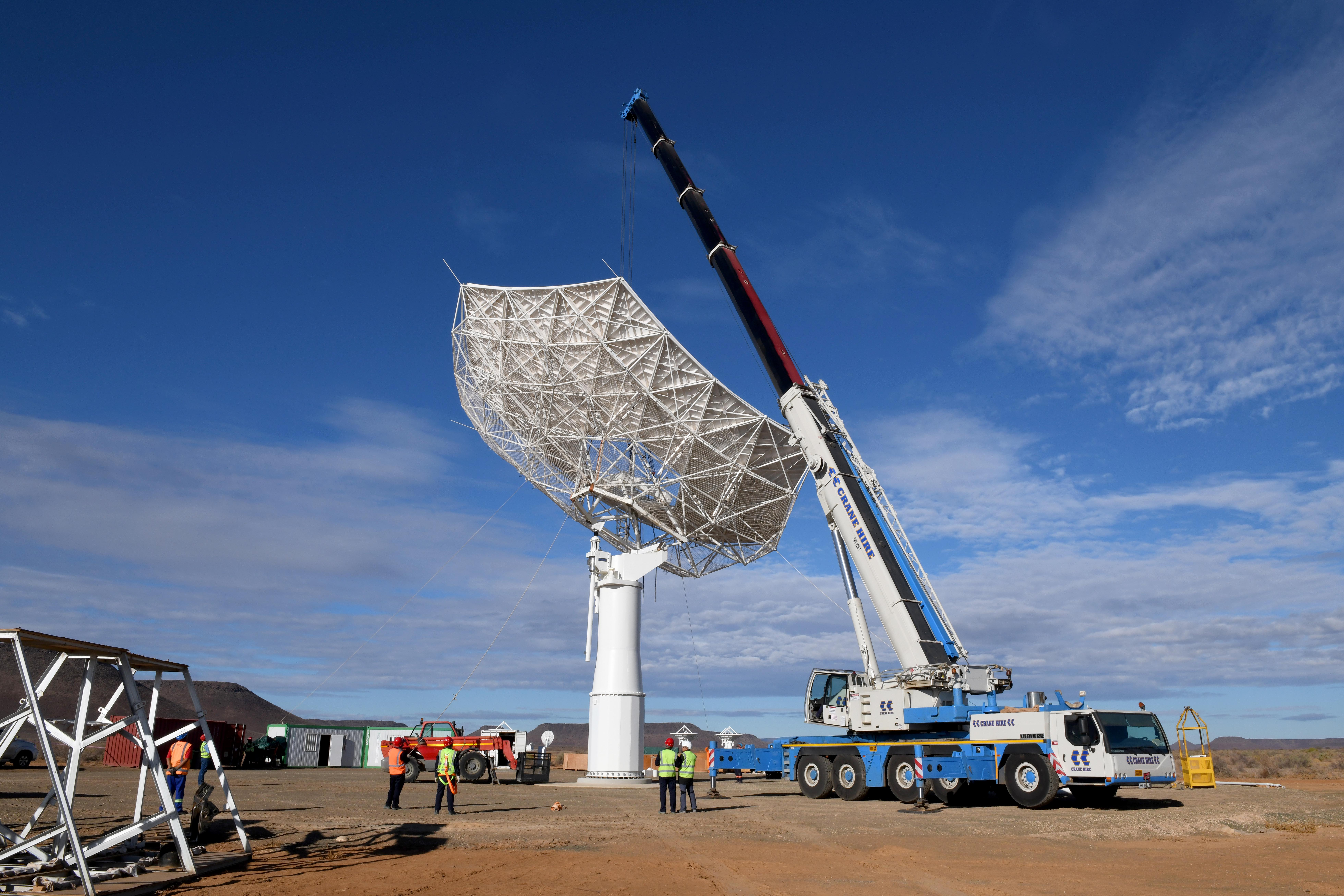
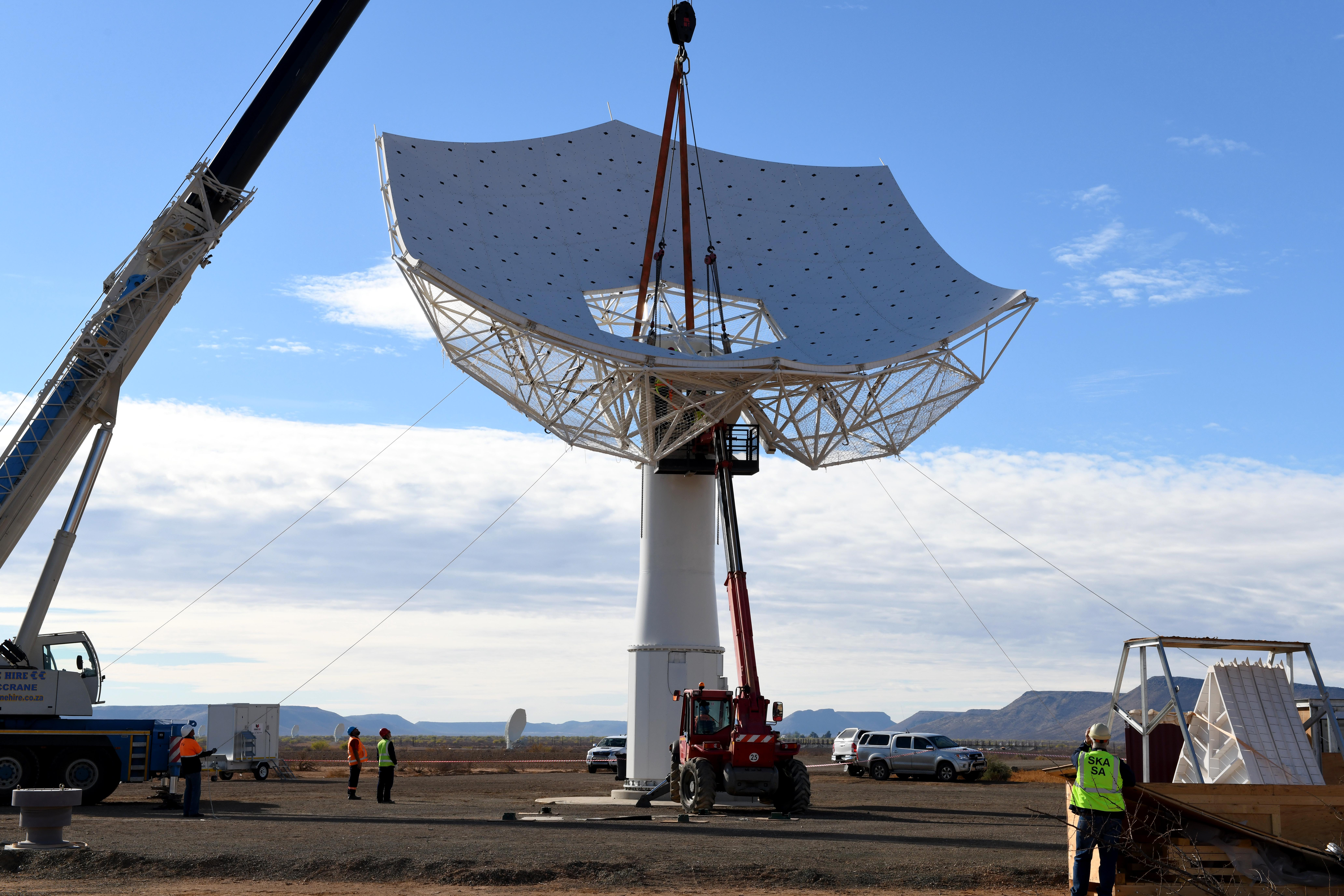
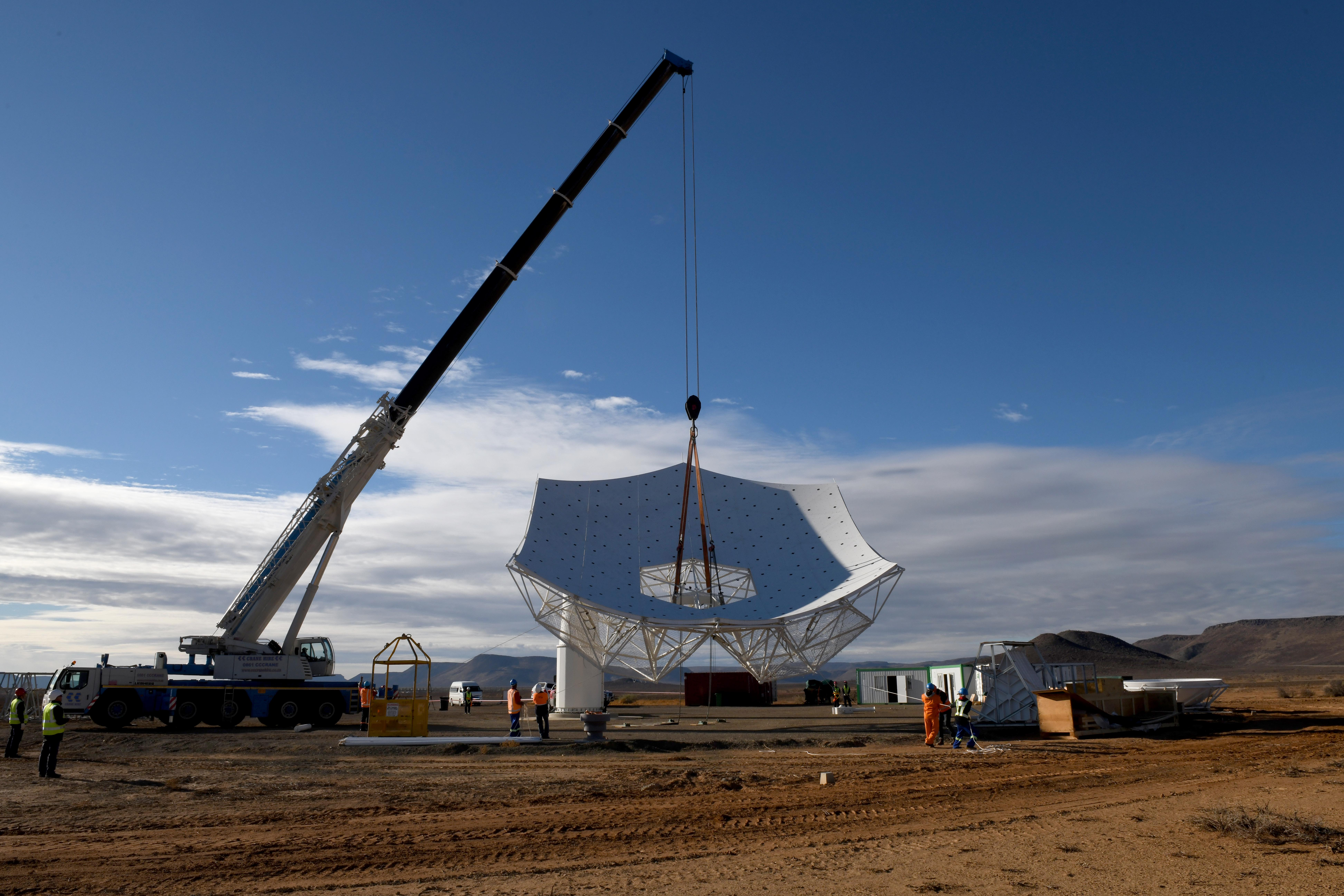
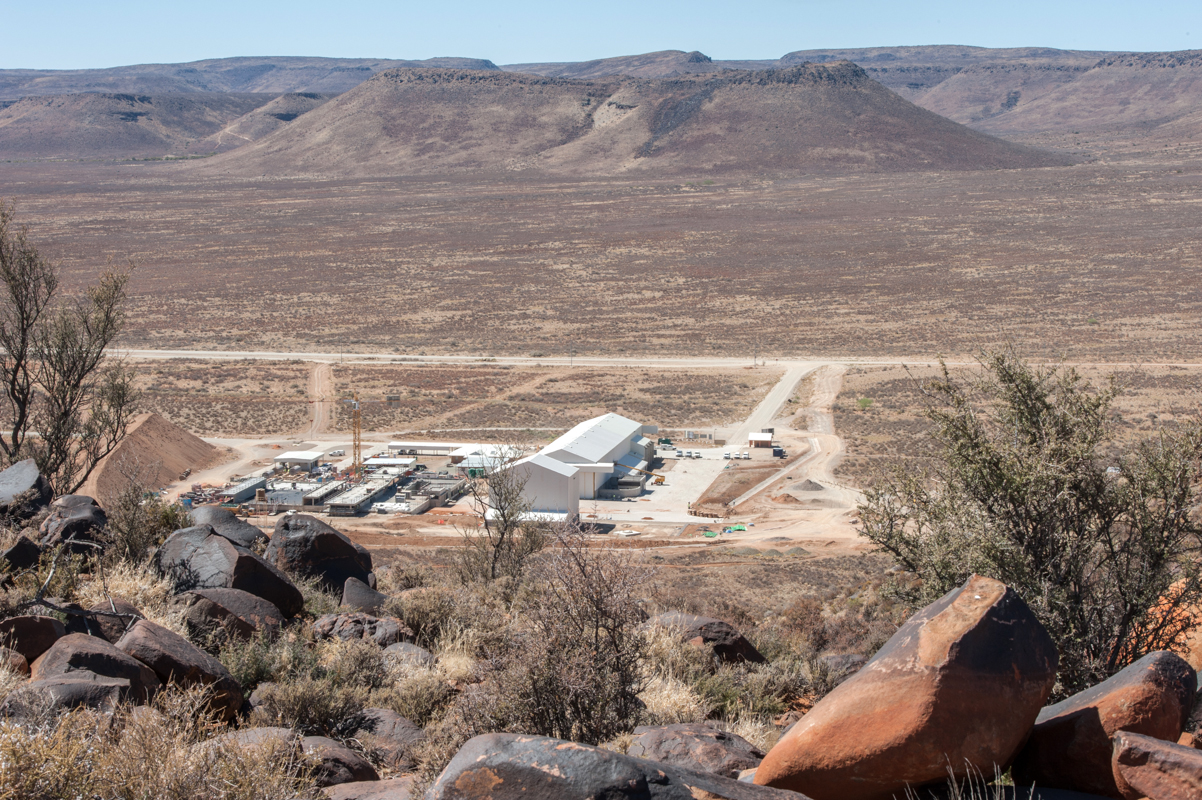
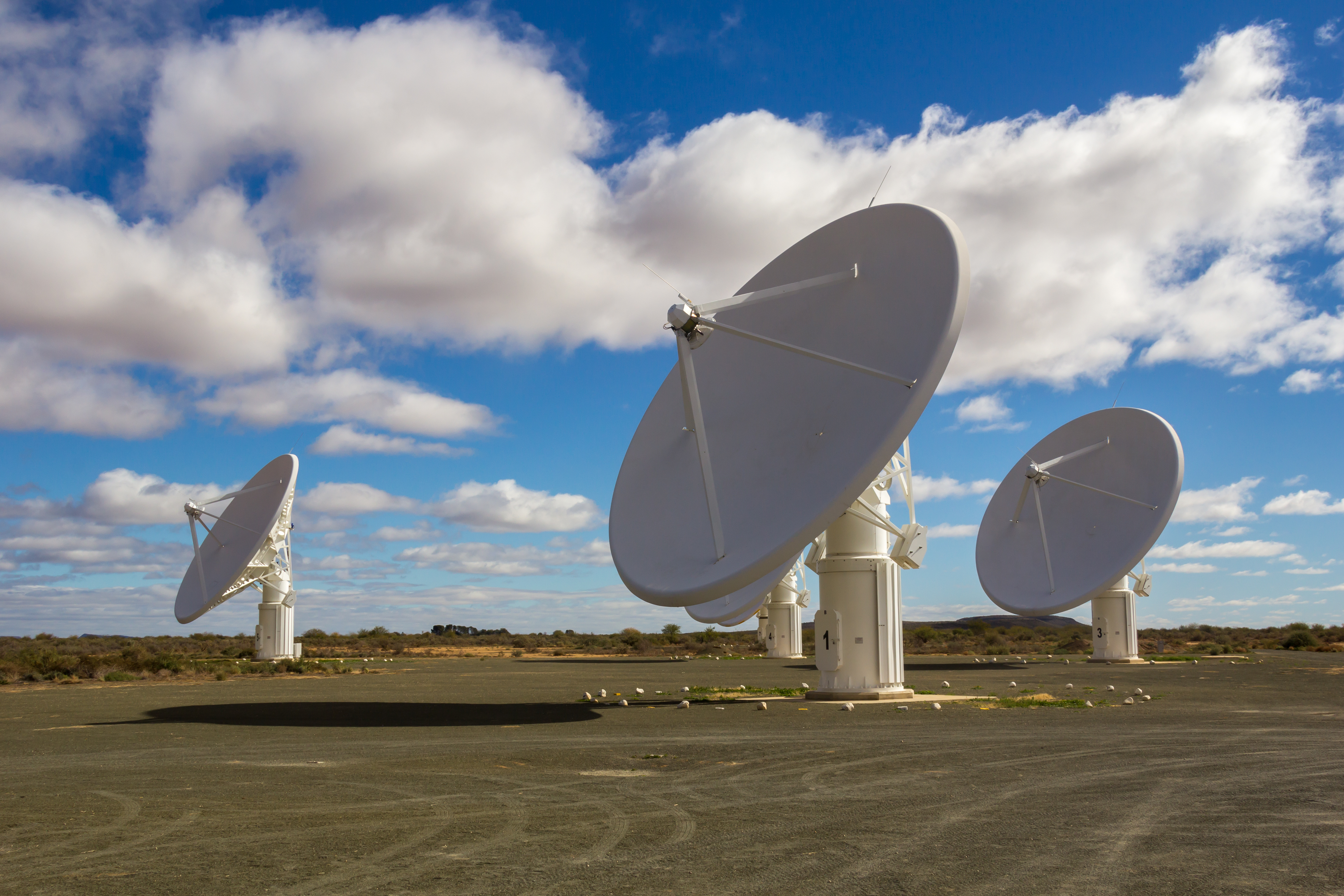

Addo Elephant ·
Agulhas ·
Ai-Ais/Richtersveld ·
Augrabies ·
Bergkwagga/Mountain Zebra ·
Bontebok ·
Tuinroete ·
Golden Gate Hoogland ·
Kamdeboo ·
Karoo ·
Kgalagadi ·
Kruger ·
Mapungubwe ·
Marakele ·
Meerkat ·
Mokala ·
Namakwa ·
Tafelberg ·
Tankwa Karoo ·
Weskus